# Separatista
Separatista is een geslacht van weekdieren uit de klasse van de Gastropoda (slakken). 

## Soorten
- Separatista flavida (Hinds, 1843)
- Separatista helicoides (Gmelin, 1791)
- Separatista separatista (Dillwyn, 1817)